# Lloyd Cook

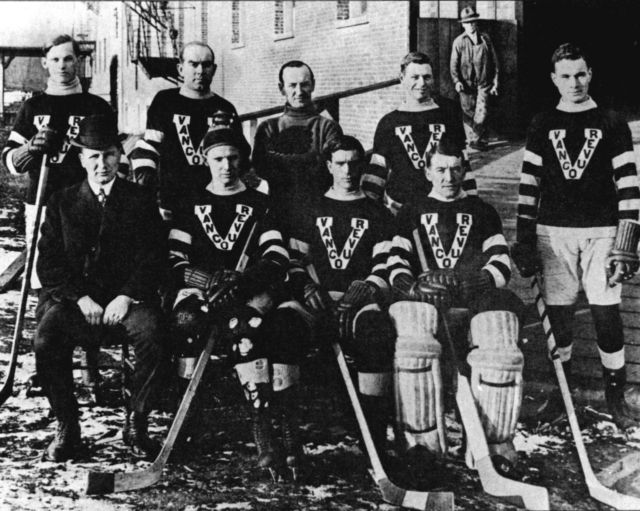
Lloyd Cook, trea från vänster i främre raden, med Vancouver Millionaires 1915.

Lloyd Tramblyn Cook, född 21 mars 1890 i Lynden, Ontario, död 9 oktober 1964 i Taber, Alberta, var en kanadensisk professionell ishockeyspelare.

## Karriär
Lloyd Cook inledde ishockeykarriären i Alberta i ASHL med Taber Chiefs och Edmonton Dominions som han spelade för åren 1912–1914. Säsongen 1914–15 flyttade Cook västerut till Vancouver Millionaires i Pacific Coast Hockey Association. Flytten skulle visa sig lyckosam då Millionaires redan under Cooks första år med klubben spelade hem Stanley Cup sedan Ottawa Senators från NHA besegrats i finalserien med 3-0 i matcher.
Förutom ett mellanår med Spokane Canaries säsongen 1916–17 spelade Cook med Vancouver Millionaires och dess senare inkarnation Vancouver Maroons fram till och med PCHA-säsongen 1923–24. Med Millionaires och Maroons spelade Cook om Stanley Cup även 1918, 1921, 1922, 1923 och 1924, dock utan att lyckas upprepa segern från 1915.
Säsongen 1924–25 spelade Cook fyra matcher för Boston Bruins i NHL och gjorde ett mål för laget. Därefter spelade han sex säsonger i California Hockey League för lag i Culver City, Los Angeles och San Francisco innan han avslutade spelarkarriären 1931.

## Statistik
Cal-Pro = California Hockey League
| 1912–13            | Taber Chiefs           | ASHL               | –   | –   | –  | –   | –   | 2  | 1 | 0 | 1 | 4  |
| 1913–14            | Edmonton Dominions     | ASHL               | 4   | 8   | 0  | 8   | 13  | –  | – | – | – | –  |
| 1914–15            | Vancouver Millionaires | PCHA               | 17  | 11  | 6  | 17  | 15  | –  | – | – | – | –  |
|                    |                        | Stanley Cup        | –   | –   | –  | –   | –   | 3  | 3 | 0 | 3 | 9  |
| 1915–16            | Vancouver Millionaires | PCHA               | 18  | 18  | 3  | 21  | 24  | –  | – | – | – | –  |
| 1916–17            | Spokane Canaries       | PCHA               | 23  | 13  | 9  | 22  | 32  | –  | – | – | – | –  |
| 1917–18            | Vancouver Millionaires | PCHA               | 18  | 6   | 4  | 10  | 11  | 2  | 0 | 0 | 0 | 0  |
|                    |                        | Stanley Cup        | –   | –   | –  | –   | —   | 5  | 2 | 0 | 2 | 12 |
| 1919               | Vancouver Millionaires | PCHA               | 20  | 8   | 6  | 14  | 22  | 2  | 1 | 0 | 1 | 0  |
| 1919–20            | Vancouver Millionaires | PCHA               | 21  | 10  | 4  | 14  | 15  | 2  | 1 | 0 | 1 | 0  |
| 1920–21            | Vancouver Millionaires | PCHA               | 24  | 12  | 9  | 21  | 18  | 2  | 1 | 1 | 2 | 0  |
|                    |                        | Stanley Cup        | –   | –   | –  | –   | –   | 5  | 2 | 0 | 2 | 20 |
| 1921–22            | Vancouver Millionaires | PCHA               | 24  | 2   | 3  | 5   | 9   | 2  | 1 | 0 | 1 | 0  |
|                    |                        | West-P             | –   | –   | –  | –   | –   | 2  | 1 | 0 | 1 | 2  |
|                    |                        | Stanley Cup        | –   | –   | –  | –   | –   | 5  | 1 | 0 | 1 | 6  |
| 1922–23            | Vancouver Maroons      | PCHA               | 30  | 19  | 11 | 30  | 33  | 2  | 0 | 0 | 0 | 6  |
|                    |                        | Stanley Cup        | –   | –   | –  | –   | –   | 4  | 0 | 1 | 1 | 4  |
| 1923–24            | Vancouver Maroons      | PCHA               | 28  | 7   | 5  | 12  | 18  | 2  | 0 | 1 | 1 | 0  |
|                    |                        | West-P             | –   | –   | –  | –   | –   | 3  | 2 | 1 | 3 | 2  |
|                    |                        | Stanley Cup        | –   | –   | –  | –   | —   | 2  | 0 | 0 | 0 | 4  |
| 1924–25            | Boston Bruins          | NHL                | 4   | 1   | 0  | 1   | 0   | –  | – | – | – | –  |
| 1925–26            | Culver City Pros       | Cal-Pro            | 30  | 8   | 3  | 11  | 18  | –  | – | – | – | —  |
| 1926–27            | LA Globe Ice Cream     | Cal-Pro            | 30  | –   | –  | –   | –   | –  | – | – | – | —  |
| 1927–28            | Los Angeles Richfields | Cal-Pro            | 22  | 13  | 2  | 15  | 18  | –  | – | – | – | —  |
| 1928–29            | San Francisco Tigers   | Cal-Pro            | 36  | 8   | 4  | 12  | 14  | –  | – | – | – | —  |
| 1929–30            | San Francisco Tigers   | Cal-Pro            | 36  | 4   | 3  | 7   | –   | –  | – | – | – | —  |
| 1930–31            | San Francisco Tigers   | Cal-Pro            | 27  | 8   | 6  | 14  | –   | –  | – | – | – | —  |
| PCHA totalt        | PCHA totalt            | PCHA totalt        | 223 | 106 | 60 | 166 | 197 | 14 | 4 | 2 | 6 | 6  |
| Stanley Cup totalt | Stanley Cup totalt     | Stanley Cup totalt | –   | –   | –  | –   | –   | 24 | 8 | 1 | 9 | 55 |